# Presa Zimapán
La presa Zimapán, o Central Hidroeléctrica "Ing. Fernando Hiriart Balderrama", es un embalse artificial construido por la Comisión Federal de Electricidad en el cauce que une los ríos San Juan y Tula; ubicada en los municipios de Tasquillo, Tecozautla y Zimapán del Estado de Hidalgo, y Cadereyta de Montes del Estado de Querétaro. A partir de dicha presa el cauce toma el nombre de Río Moctezuma, cuyo curso a partir de dicho punto es el límite físico de los dos estados mencionados.

## Historia
La construcción de esta obra hidráulica abarcó de los años 1990 a 1995 incluyendo obras de infraestructura, de desvío, de generación y de contención, además del desvío propiamente del río, las obras de excedencias, la fabricación de turbinas y generadores, y las obras de sincronización. La prueba de carga hidrostática mostró resultados alentadores y se tomó la decisión de continuar con el llenado hasta alcanzar la comunicación con el embalse, hecho que se realizó el 13 de julio de 1995 bajo la supervisión del Ingeniero Arquitecto Juan Manuel Hernández Santos.
Fue puesta en operaciones el 27 de septiembre de 1996, con el propósito de captación de agua para utilizarla en generación de energía eléctrica y riego; cuenta con una central hidroeléctrica capaz de generar 292 megawatts de energía eléctrica, su embalse tiene una capacidad aproximada a 1,360 hectómetros cúbicos de agua.

## Actividad económica
La pesca se desarrolla desde 1997 en la presa. La especie de mayor abundancia e interés por los usuarios es la tilapia (Oreochromis spp.), también captura de manera complementaria carpa común (Ciprinus carpio) y de manera incidental lobina (Micropterus salmoides) ya que esta última se aprovecha para en los seriales de pesca deportiva a nivel nacional e internacional.